# 欧佐劳
欧佐劳，是匈牙利托尔瑙州所辖的一个村，总面积59.58平方公里，总人口1611，人口密度27.0人/平方公里（2010年1月1日）。